# Шарапова Охота (станция)
Шара́пова Охо́та — железнодорожная станция Курского направления Московской железной дороги в городском округе Серпухов / Серпуховском районе Московской области. Входит в Московско-Курский центр организации работы железнодорожных станций ДЦС-1 Московской дирекции управления движением. По основному характеру работы является промежуточной, по объёму работы отнесена к 4 классу.
Около станции с западной стороны находится одноимённый посёлок.
Для части электропоездов является конечной.
Беспересадочное сообщение осуществляется (самые дальние точки на весну 2025 года):
- На север до станции Шаховская;
- На юг до станции Тула-1 Курская.

От станции отходит подъездной путь в посёлок Пролетарский.
Платформа Шарапова Охота упоминается в 20 главе романа В. Орлова «Альтист Данилов».